# Ешау
Ешау (нім. Eschau) — громада в Німеччині, розташована в землі Баварія. Підпорядковується адміністративному округу Нижня Франконія. Входить до складу району Мільтенберг.
Площа — 38,12 км2. Населення становить 3851 ос. (станом на 31 грудня 2020).

## Фізико-географічна характеристика

### Місцезнаходження
Ешау знаходиться в баварському регіоні Нижняя Головна  (нім. Lower Main, Bayerischer Untermain). Громада розташована в південно-західній частині Міттельгебірге Шпессарт (нім. Mittelgebirge Spessart). Територією міста протікає річка Ельсава, притока Майну. Головне село розташоване в долині Ельсави, але муніципалітет простягається до лісистих пагорбів й охоплює окраїнне село Вільдензе, розташоване на схід в долині Аубаха.

### Райони
Громада має п'ять районів (традиційні сільські кадастрові території): Ешау, Хоббах, Оберауленбах, Зоммерау та Вільдензе.
Ешау має десять районів: Ешау, Унтерауленбах, Вільденштейн, Вільденталь, Хоббах, Оберауленбах, Зоммерау, Шафхоф, Вільдензее і Хофвільдензе.

### Сусідні громади
Ешау межує (з півночі за годинниковою стрілкою): Хаймбухенталь, Дамбах, Альтенбух, Штадтпроцельтен, Дорфпроцельтен, Колленберг, Менхберг і Ельзенфельд. За винятком перших двох (район Ашаффенбург), усі вони є частиною району Мільтенберг.

## Історія
Ешау був володінням графства Вільденштейн, що належить графам Ербах і переданим за посередництва принца-примаса фон Дальберга (князівство Ашаффенбург, Велике герцогство Франкфурт) у 1806 році, яке в 1814 році перейшло до Австрії, а незабаром - до Королівства Баварія.

## Демографія
У межах міста в 1970 році нараховувалося 3395 жителів, у 1987 році - 3,8911, у 2000 році - 4145. 2 січня 2008 року інший підрахунок дав цифру 4213.
За віком населення розбивається так:
- 0 - 6 — 206
- 6 - 14 — 365
- 15 - 17 — 138
- 18 - 24 — 384
- 25 - 29 — 273
- 30 - 49 — 1.252
- 50 - 64 — 841
- 65 + — 754

## Економіка
Муніципальні податки в 1999 році склали 1 961 000 євро (у перерахунку), з яких чисті податки на бізнес склали 383 000 євро.
Згідно з офіційною статистикою в 1998 році в списках внесків на соціальне забезпечення числилося 8 працівників, що зайняті в сільському й лісовому господарствах. У виробничому бізнесі цей показник склав 332, а в торгівлі й транспорті - 56. В інших областях було зайнято 135 працівників, включених до списків внесків на соціальне забезпечення, і 1478 таких працівників працювали вдома. Був один переробний бізнес. Вісім підприємств перебували в стадії будівництва, й, окрім того, в 1999 році налічувалося 63 сільськогосподарських підприємства з робочою площею 758 га, з яких 407 га були орними землями й 345 га були луками.

## Керівництво

### Міська голова (мер)
Мер — Герхард Рют (ХСС).

### Громадська рада
Рада складається з 16 членів, місця розподіляються таким чином:
- Християнсько-соціальний союз Баварії (ХСС) - 5 місць.
- Вільні виборці - 4 місця.
- Соціалльно-демократична партія Німеччини - 4 місця.
- Спільнота виборців Хоббахера (СВХ) - 3 місця

### Герб
Герб громади можна було б описати так: на кожного учасника, який бореться з одним, головним або парою соболів, в основі три кефалі з шести, одного і двох, срібних.
Відомо, що графи Рінек були в Ешау до 1232 року. Поселення було перетворено в ринкову громаду в 1285 році. Коли графи вимерли в 1559 році, Ешау разом із графством Вільденштейн перейшов до графів Ербах, з якими він залишався до тих пір, поки Стара імперія не закінчилася в 1803 році. Червоні й золоті настоянки взяті з гербів, які колись носили графи Рінек. Кефалі (зіркоподібні форми) взяті з гербів, які колись носили графи Ербах. Зубчаста форма, що утворює перегородку щита, символізує зміцнення ринкового співтовариства. Як символ закону й справедливості, баланс символізує ринкові права спільноти.
Цю зброю носили з 1962 року.

## Галерея

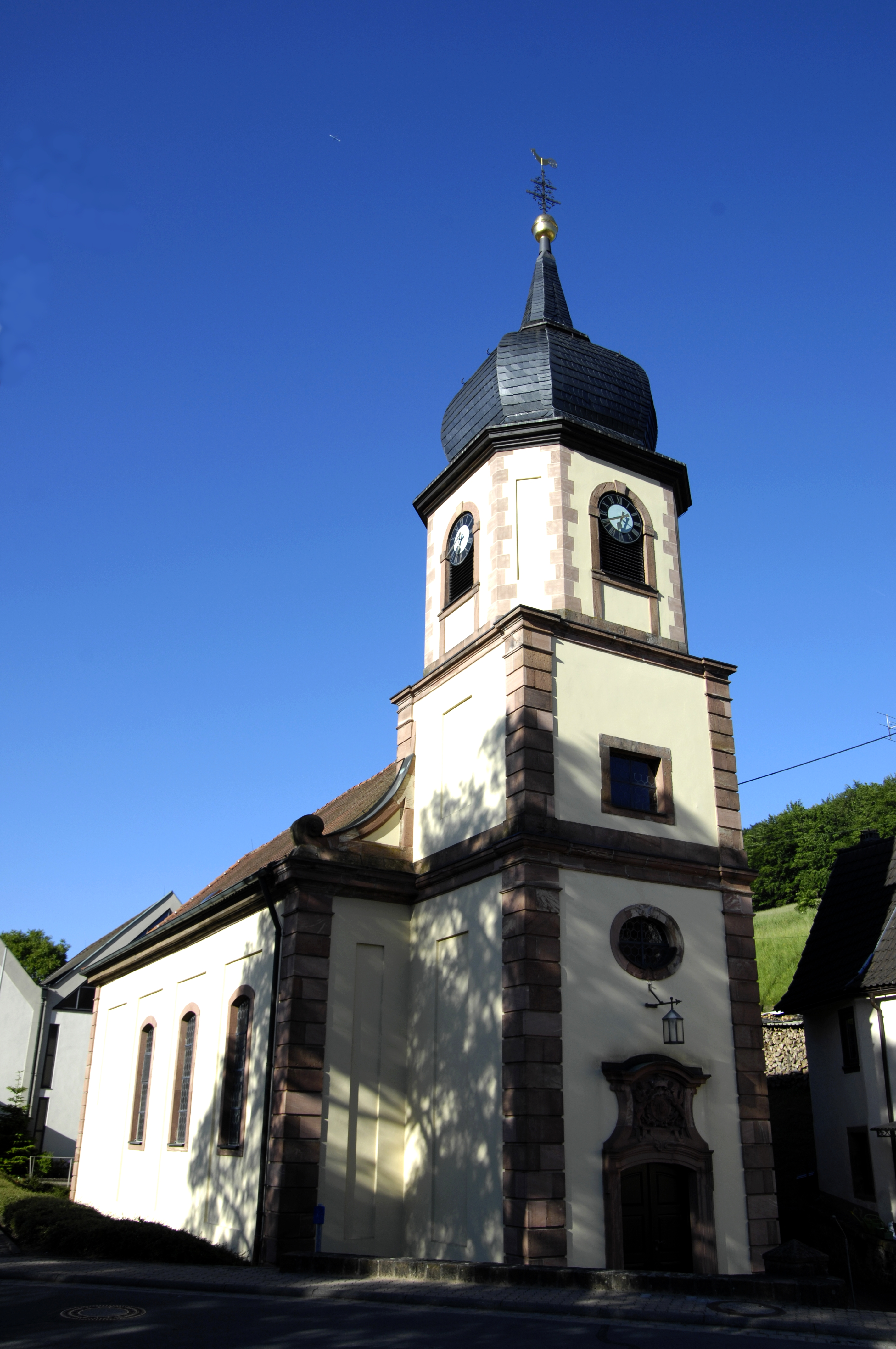